# Erik the Red
Erik the Red is een schuilidentiteit uit de strips van Marvel Comics die gebruikt is door drie verschillende personages: Scott Summers (Cyclops), Davan Shakari, een Shi'ar agent, en Erik Magnus Lehnsherr (Magneto). Allemaal namen ze de identiteit aan als vermomming. Degene die de Erik the Red-identiteit het langst heeft behouden is de tweede, Shakari.

## Biografie van Davan Shakari
De tweede Erik the Red is Davan Shakari, een alien van het Shi’ar-rijk uit een ander melkwegstelsel. Deze versie van Erik the Red werd bedacht door Chris Claremont en Dave Cockrum in X-Men #97 (1975) als een voorloper van de originele Phoenix Saga-verhaallijn.
De identiteit van Erik the Red werd eigenlijk al eerder gebruikt door Cyclops in X-Men #51, een verhaal bedacht door Arnold Drake en Jim Steranko. Cyclops deed alsof hij een superschurk was om te infiltreren in een groep geleid door Mesmero en een robotversie van Magneto, die de rest van de X-Men hadden gevangen. Cyclops’ Erik the Red-kostuum bevatte een speciaal masker en handschoenen die zijn optische stralen kon afbuigen vanaf zijn ogen, en zo via zijn handen kon afvuren.
De tweede Erik the Red verscheen een jaar later. Cyclops vroeg zich bij het zien van deze Erik the Red af wat de connectie was tussen deze Erik the Red en zijn Erik the Red, maar het antwoord hierop werd nooit gegeven. Waarschijnlijk had Davan Shakari zijn identiteit gebaseerd op die van Cyclops.
Davan Shakari had de opdracht om de Aarde te observeren, inclusief de bewoners en culturen. Gedurende de Phoenix-saga werkte hij voor de slechte Shi’ar-heerser D’Ken. Na afloop van de Phoenix-saga verdween Shakari enige jaren, en toen hij terugkeerde leek hij om te komen toen zijn ruimteschip ontplofte in een gevecht met Genis-Vell en X-Treme.
De derde persoon die de identiteit van Erik the Red aannam was Magneto. Hij deed dit gedurende de rechtszaak van Gambit, en heeft sindsdien de identiteit niet meer gebruikt.

## Krachten en vaardigheden
Cyclops en Magneto hadden als Erik the Red nog steeds hun eigen mutantenkrachten. Alleen paste Cyclops het Erik the Red-kostuum zo aan dat hij zijn optische stralen vanuit zijn handen kon afvuren in plaats van zijn ogen.
Davan Shakari bezat de normale bovenmenselijke vaardigheden die alle Shi’ar hebben. Dat houdt in: extra grote kracht, wendbaarheid en holle botten. Daarnaast droeg hij een kostuum dat zijn kracht nog verder deed toenemen, en hem in staat stelde de gedachten van anderen te beheersen. Dit had echter zijn beperkingen. Het kostuum had nog meer voordelen en was gemaakt met behulp van buitenaardse technologie, die ver vooruit was op de aardse technologie. Het pak kon ook energiestralen afvuren.

## Andere media
De Davan Shakari versie van Erik the Red verscheen in de X-Men animatieserie. Zijn hoofddoel was Lilandra en het M'Kraan-kristal te vangen voor D'Ken.